# Sociedad Cultural Casino de Novelda
La Sociedad Cultural Casino de Novelda es una asociación que tiene la sede en la calle Emilio Castelar número 23, en el municipio de Novelda (Alicante), España. Se trata de una institución destacada en la vida social, cultural y patrimonial de la ciudad.

## Edificio
El edificio fue inaugurado en 1888. El proyecto fue diseñado por el arquitecto Antonio Puigcerver y las obras fueron acabadas por los constructores José y Eduardo Beltrá Navarro. Posteriormente la entidad compró la parcela posterior del edificio y en 1903 el resto del recinto. En esa época, el Casino de Novelda se situaba en los límites del municipio. 
El edificio destaca por su variedad de estilos arquitectónicos: neoclásico, neobarroco y modernismo valenciano. Cabe mencionar el salón de tapices, con pinturas y reproducciones de las escuelas flamenca y francesa y el salón mediodía y el salón de los espejos. Este lugar muestra el esplendor vivido en el finales del siglo XIX y principios del siglo XX gracias al desarrollo de la burguesía comercial noveldera.
Tiene un edificio principal de dos plantas rodeado por un amplio jardín con un artístico templete donde las bandas musicales amenizan las noches de verano. El edificio tiene dos plantas con grandes salones (para juegos, tertulias, exposiciones, conferencias, concierto de piano, etc.). Además, el complejo cuenta con una pista de fútbol-sala y una zona recreativa para los niños de la sociedad.
Durante la guerra civil española el edificio fue tomado como cuartel general de las Milicias Populares Antifascistas, se habilitó para hogar-escuela pro-infancia obrera y otras actividades de carácter benéfico y cultural. El casino fue convertido en un hospital, motivo por el cual quedó totalmente desmantelado. 
Gran parte de las pinturas y cuadros que al finalizar la guerra volvieron al Casino, se destruyeron en el incendio que se produjo en el año 1994. Después de una rehabilitación inmediata, el Casino de Novelda continua con las actividades culturales (exposiciones, conferencias, etc.) hasta la actualidad. Una personalidad destacada en la presidencia de la institución fue, por un tiempo breve, el escritor y cronista de Novelda, Francisco Escolano Gómez.

## Galería

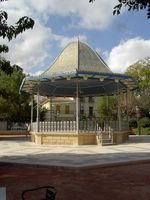
Jardín del Casino de Novelda
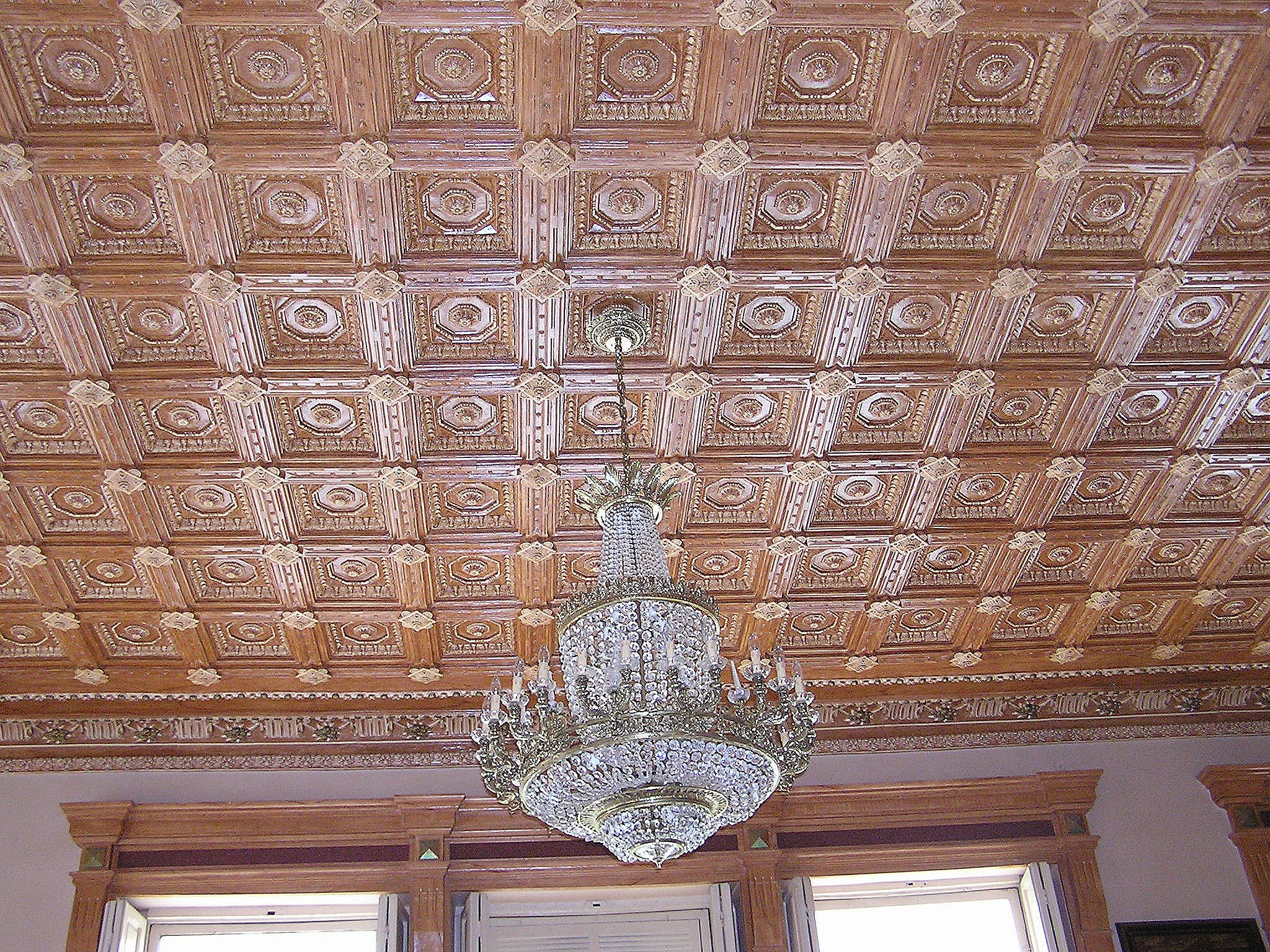
Artesonado en el techo de una sala
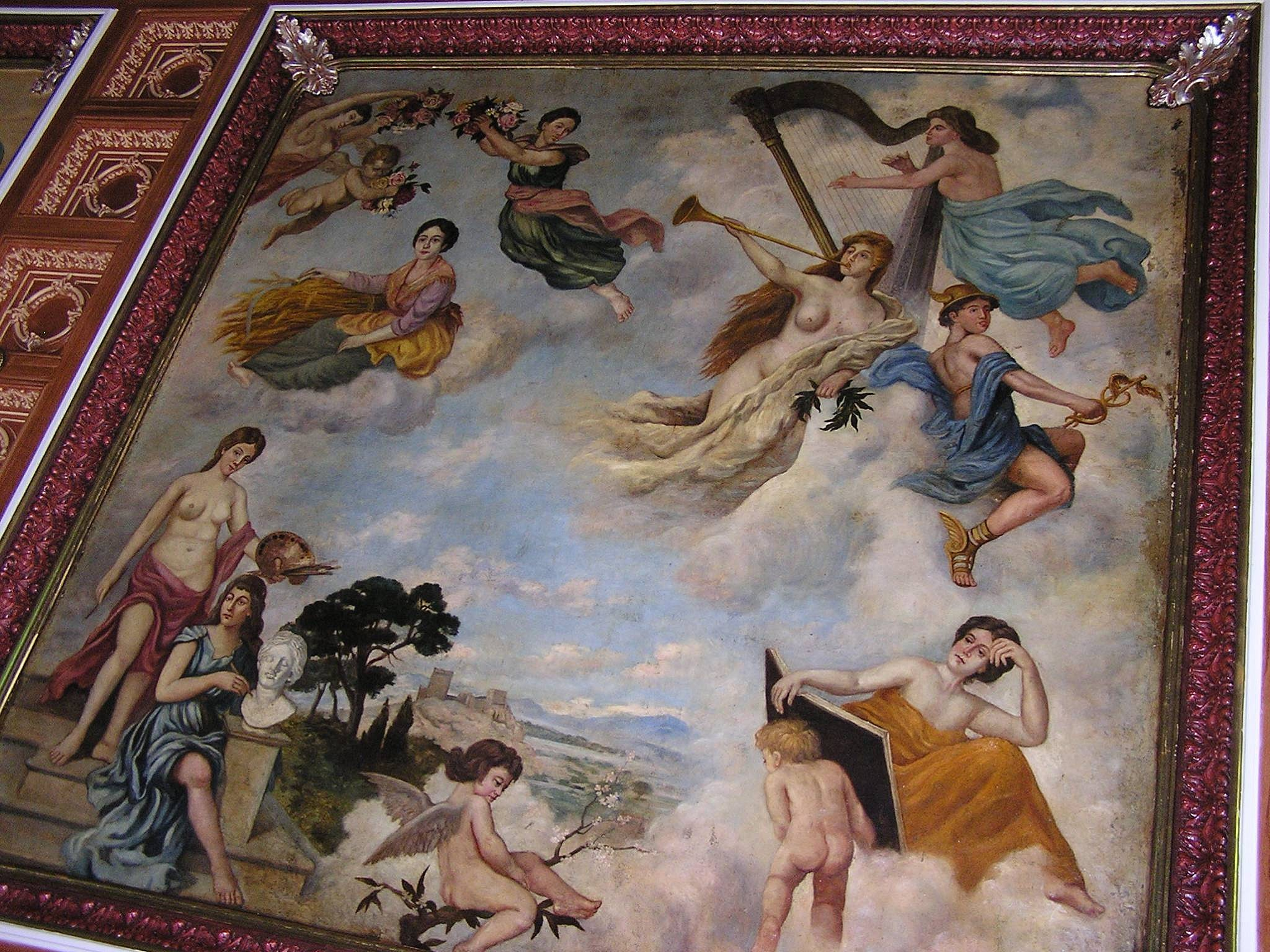
Pintura en el interior del Casino
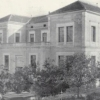
Imagen antigua del Casino